# 1996 في روسيا
فيما يلي قوائم الأحداث التي وقعت خلال عام 1996 في روسيا.

## أفلام
من الأفلام التي صدرت هذه السنة في روسيا:
- 1 يناير – سجين القوقاز من إخراج سيرجي بودروف.

## مواليد

### فبراير
- 26 فبراير – إليزافيتا مالاشينكو لاعبة كرة يد روسية.

### أبريل
- 12 أبريل – إليزافيتا كوليتشكوفا لاعبة كرة مضرب روسية.
- 18 أبريل – دانييل دوبوف لاعب شطرنج روسي.[1]

### مايو
- 1 مايو – فلاديسلافا يفتوشينكو
- 21 مايو – كاران خاشانوف لاعب تنس روسي.
- 30 مايو – ألكساندر غولوفين لاعب كرة قدم روسي.[2]

### يوليو
- 29 يوليو – يوري إيليسييف لاعب شطرنج روسي.

## وفيات

### يناير
- 28 يناير – يوسف برودسكي (مواليد 1940)[3]

### أبريل
- 21 أبريل – جوهر دوداييف (مواليد 1944)[4]

### أكتوبر
- 6 أكتوبر – فلاديمير ييروخين (مواليد 1930) لاعب كرة قدم روسي.
- 13 أكتوبر – بافل سولوفييف (مواليد 1917)[5]